# Bieslandse Bovenpolder
Bieslandse Bovenpolder is de naam van een polder en voormalig waterschap in de gemeenten Delft en Pijnacker in de Nederlandse provincie Zuid-Holland.
Het waterschap was verantwoordelijk voor de vervening, drooglegging en later de waterhuishouding in de polder.
De polder maakt deel uit van de wijk Delftse Hout.
De Polder van Biesland (met het Bieslandse Bos) ligt ten oosten van de Noordeindseweg (de scheiding tussen de twee polders en grens van Delft met Pijnacker-Nootdorp).

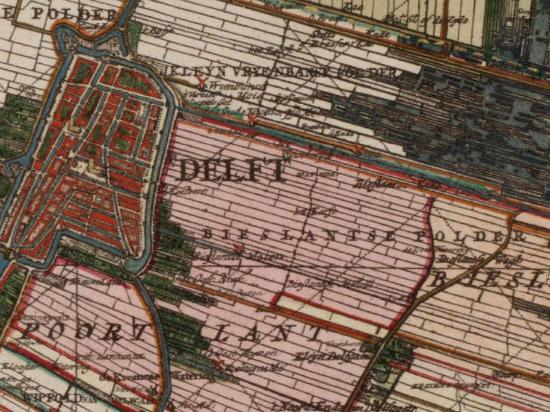
Kaart 1712